# Nuoto ai Giochi della XXVIII Olimpiade - Staffetta 4x100 metri misti maschile

## Record
Prima di questa competizione, il record del mondo (WR) e il record olimpico (OR) erano i seguenti.
| Record mondiale | 3'31"54 | Aaron Peirsol, Brendan Hansen, Ian Crocker e Jason Lezak Stati Uniti | 27 luglio 2003 Barcellona, Spagna   |
| Record olimpico | 3'33"73 | Lenny Krayzelburg, Ed Moses, Ian Crocker e Gary Hall Jr. Stati Uniti | 23 settembre 2000 Sydney, Australia |

Durante l'evento sono stati migliorati i seguenti record:
| Data      | Evento | Atleta                                                   | Nazione     | Tempo   | Record          |
| --------- | ------ | -------------------------------------------------------- | ----------- | ------- | --------------- |
| 21 agosto | Finale | Aaron Peirsol, Brendan Hansen, Ian Crocker e Jason Lezak | Stati Uniti | 3'30"68 | Record mondiale |

## Batterie
Si sono svolte 2 batterie di qualificazione. Le prime 8 squadre si sono qualificate per la finale.

### 1ª batteria
1. Russia:   Arkady Vyatchanin, Roman Sludnov, Evgeny Korotyshkin, Andrej Kapralov 3:38.07 -Q
2. Ucraina:   Pavlo Illichov, Valeriy Dymo, Denys Sylant'yev, Yuriy Yegoshin 3:38.85 -Q
3. Australia:   Matt Welsh, Jim Piper, Adam Pine, Michael Klim 3:39.14
4. Canada:   Riley Janes, Mike Brown, Mike Mintenko, Brent Hayden 3:39.36
5. Finlandia:   Jani Sievinen, Jarno Pihlava, Jere Hård, Matti Rajakyla 3:41.64
6. Slovenia:   Blaz Medvesek, Emil Tahirovič, Peter Mankoč, Jernej Godec 3:44.17
7. Brasile:   Paulo Machado, Eduardo Fischer, Kaio de Almeida, Jader Souza 3:44.41
8. Italia:   Emanuele Merisi, Paolo Bossini, Mattia Nalesso, Giacomo Vassanelli Squalificata

### 2ª batteria
1. Stati Uniti:   Lenny Krayzelburg, Mark Gangloff, Michael Phelps, Neil Walker 3:35.10 -Q
2. Germania:   Steffen Driesen, Jens Kruppa, Helge Meeuw, Lars Conrad 3:36.65 -Q
3. Gran Bretagna:   Gregor Tait, James Gibson, James Hickman, Matthew Kidd 3:36.94 -Q
4. Giappone:   Tomomi Morita, Kōsuke Kitajima, Takashi Yamamoto, Yoshihiro Okumura 3:37.04 -Q
5. Ungheria:   László Cseh, Richard Bodor, Zsolt Gáspár, Attila Zubor 3:37.27 -Q
6. Francia:   Simon Dufour, Hugues Duboscq, Franck Esposito, Frédérick Bousquet 3:37.60 -Q
7. Nuova Zelanda:   Scott Talbot Cameron, Ben Labowitch, Corney Swanepoel, Cameron Gibson 3:42.74
8. Sudafrica:   Gerhard Zandberg, Terence Parkin, Eugene Botes, Karl Otto Thaning 3:43.94

## Finale
1. Stati Uniti:   Aaron Peirsol, Brendan Hansen, Ian Crocker, Jason Lezak 3:30.68
2. Germania:   Steffen Driesen, Jens Kruppa, Thomas Rupprath, Lars Conrad 3:33.62
3. Giappone:   Tomomi Morita, Kōsuke Kitajima, Takashi Yamamoto, Yoshihiro Okumura 3:35.22
4. Russia:   Arkady Vyatchanin, Roman Sludnov, Igor Marchenko, Aleksandr Popov 3:35.91
5. Francia:   Simon Dufour, Hugues Duboscq, Franck Esposito, Frédérick Bousquet 3:36.57
6. Ucraina:   Pavlo Illichov, Oleg Lisogor, Andriy Serdinov, Yuriy Yegoshin 3:36.87
7. Ungheria:   László Cseh, Richard Bodor, Zsolt Gáspár, Attila Zubor 3:37.46
8. Gran Bretagna:   Gregor Tait, James Gibson, James Hickman, Matthew Kidd 3:37.77